# Het Verscholen Dorp

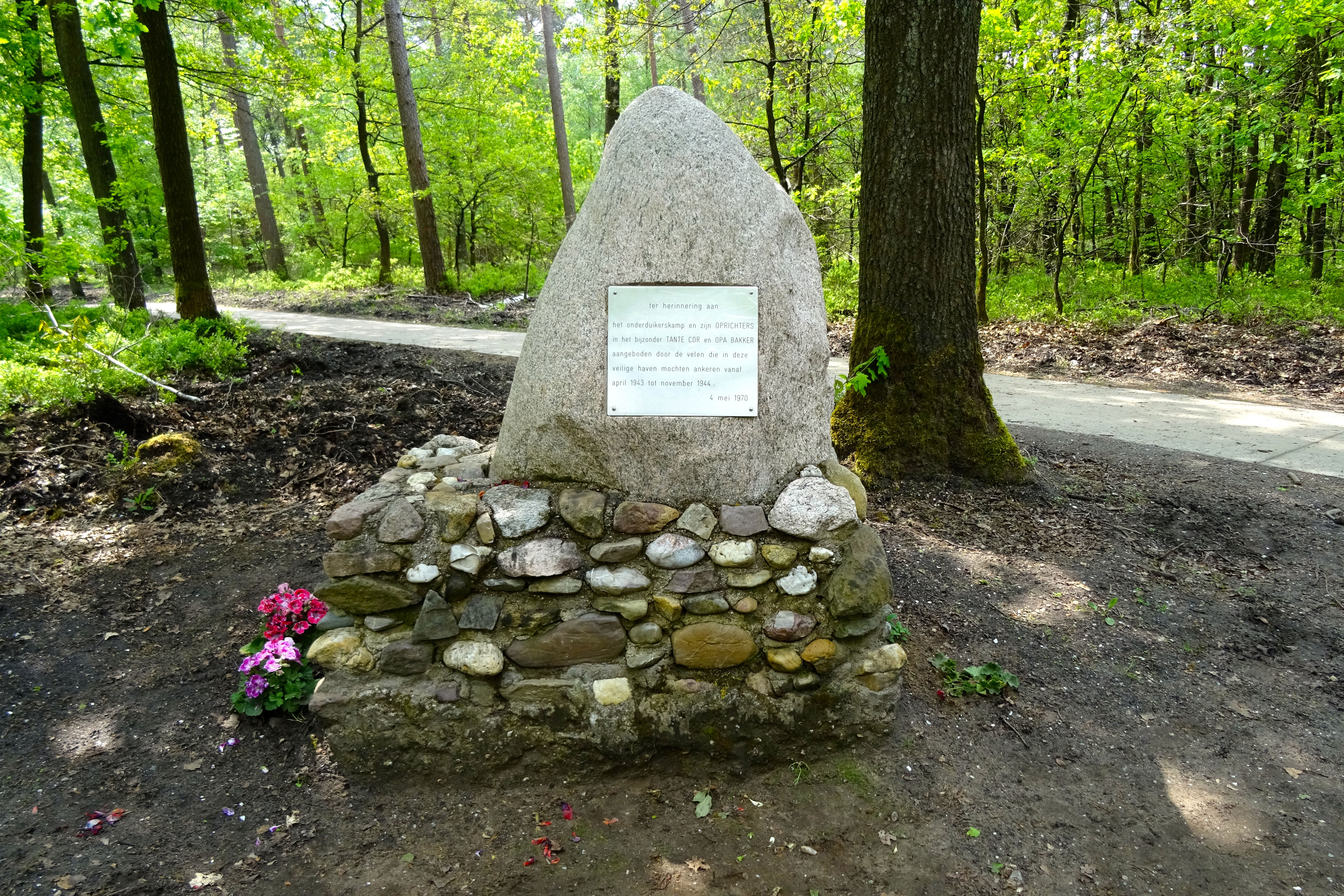
Pierre commémorative pour Tante Cor et Grand-père Baker (2017)

Het Verscholen Dorp (nom en néerlandais pour : le village caché), également appelé Pas-op-kamp, est une zone d'habitations souterraines près de Vierhouten, dans laquelle jusqu'à 120 personnes se sont cachées pendant l'occupation allemande des Pays-Bas lors de la Seconde Guerre mondiale. Le Verscholen Dorp est aujourd'hui un musée en plein air composé d'habitacles souterrains reconstitués, et un lieu de mémoire dédié aux victimes du nazisme.

## Histoire

### Situation

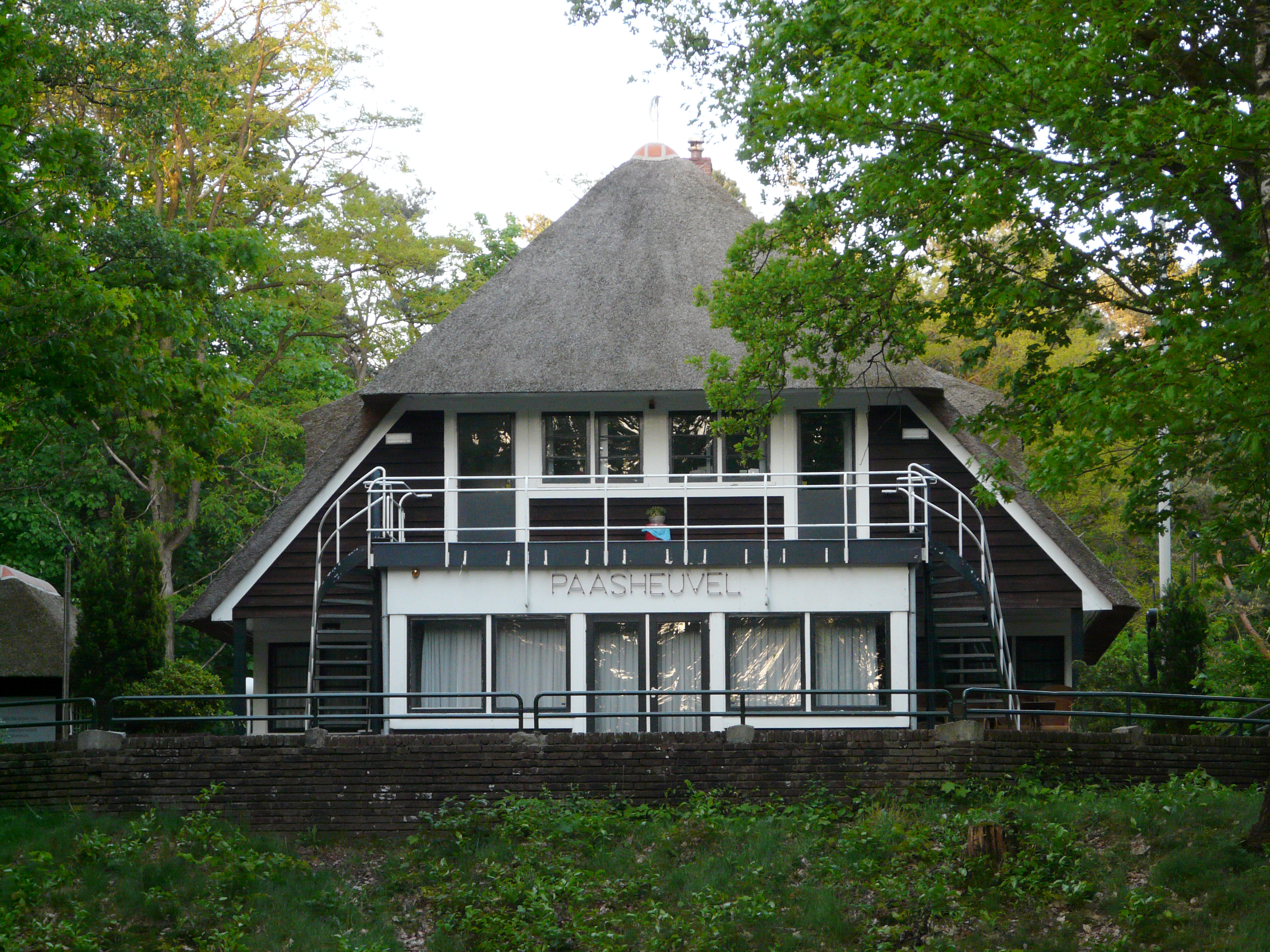
Auberge de jeunesse De Paasheuvel (2009)

Au cours de l'occupation allemande des Pays-Bas, de plus en plus de citoyens sont amenés à se cacher. Il existe plusieurs cachettes à Ermelo, Nunspeet, Epe, Doornspijk et Vierhouten mais qui sont vite saturées, et le risque qu'elles soient découvertes par l'occupant est de plus en plus grand.
En collaboration avec Cornelia Johanna Bakker-van Rheenen (1900–1989) et Dionisius Dirk Bakker (1879–1945) - appelés Tante Cor et Grand-père Bakker - Edouard Henri von Baumhauer (1890–1950) fait construire dans les forêts denses près de Vierhouten ce qui va devenir le Village caché. Von Baumhauer (De Boem), issu d'une famille respectée d'origine allemande, est avocat de profession. Il a de nombreux contacts internationaux et est bien informé du sort des Juifs en Allemagne. Arrêté en mai 1942, il passe plus de six mois dans la prison de Sint-Michielsgestel. Bakker est membre de la Nederlandse Binnenlandse Strijdkrachten (NBS), une association de résistance intérieure néerlandaise dirigée par le prince Bernhard.
Von Baumhauer prévoit au départ d'utiliser comme cachette la maison d'un forestier derrière la ferme Pas Op ; cependant, le forestier lui fait observer que la maison est trop proche des sentiers pédestres et qu'il faut cacher les gens plus profondément dans la forêt, à l' abri des patrouilles. À partir de mai 1943, les premiers habitants sont logés dans une bergerie et sous une tente, puis un ensemble de douze huttes simples sont construites, certaines à demi émergées du sol, d'autres complètement souterraines ; le camp prend le nom de Pas-op-kamp .

### La vie cachée

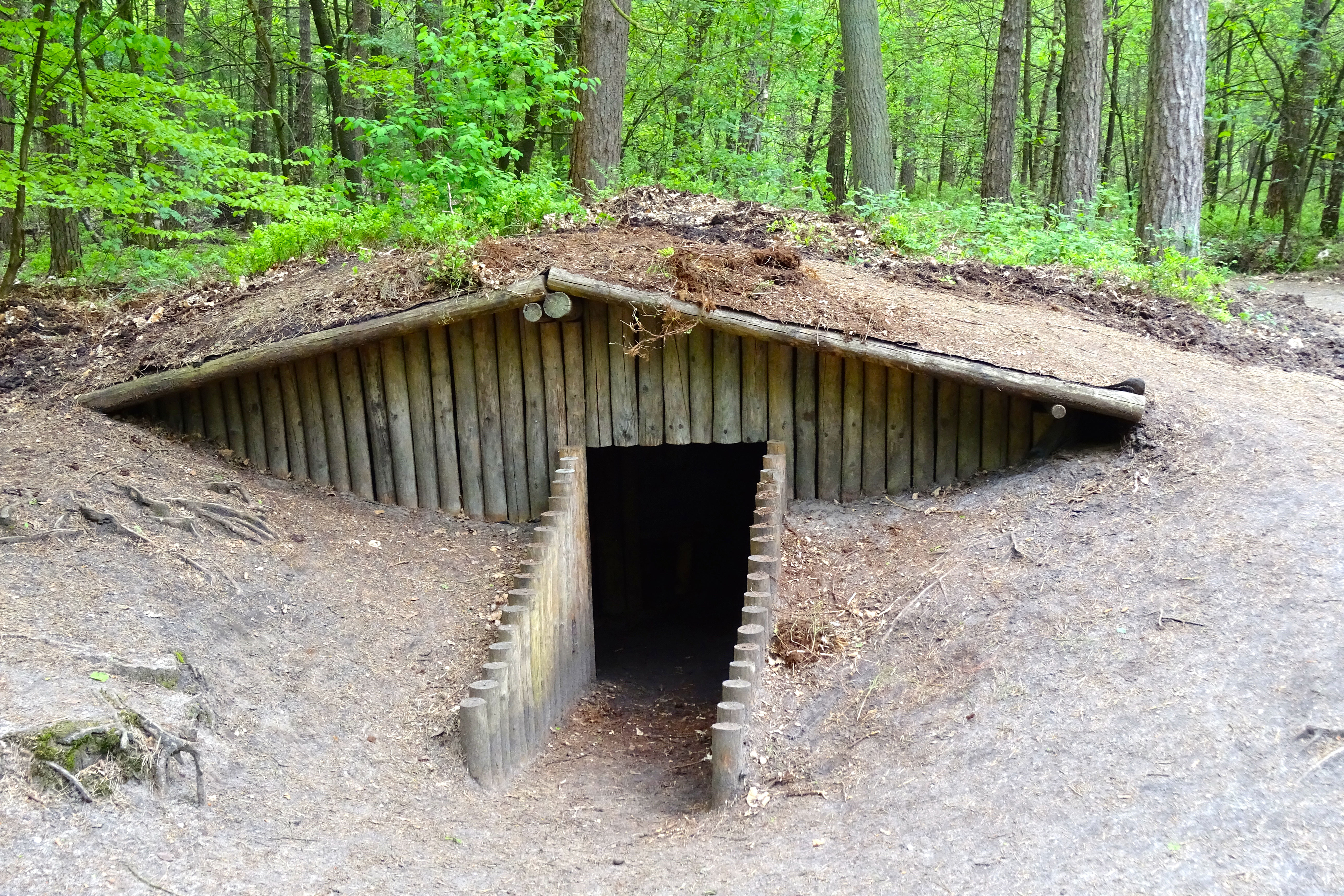
Une des huttes reconstituées.

Jusqu'à 120 personnes vivent dans ce camp, pour la plupart des Juifs, plus un déserteur allemand nommé Peter, trois policiers néerlandais qui refusent de servir les nationaux-socialistes, des pilotes alliés américains et britanniques, un Polonais, un Russe et un Italien. Tante Cor et Grand-père Bakker prennent en charge le ravitaillement. Le camp n'ayant pas accès à l'eau potable, il faut la ramener des maisons environnantes dans la soirée, jusqu'à ce que les résistants installent une pompe à eau près du camp. Les soins médicaux sont fournis par deux médecins qui vivent également cachés dans le Verscholen Dorp. Les enfants sont encadrés par des étudiants du camp pour les tenir occupés et les empêcher de faire du bruit. Les huttes individuelles reçoivent des noms tels que AM-hut (Anti-Moffen-Hütte), BIM-hut (Beatrix - Irene-Margriet) ou Oranjehaven. Elles sont équipées de lits, de radiateurs, de bouteilles de butane, de pansements et d'une civière. Chaque jour, un groupe de bénévoles de Nunspeet apporte des produits d'épicerie, des jouets, du linge propre et les dernières nouvelles.
En raison d'une situation exiguë et dangereuse, il existe des tensions parmi les résidents, certains d'entre eux souffrant de « boskolder » (« fièvre des forêts »). La vie est régie par des règles de conduite strictes : le camp est divisé en quatre sections par des coupe-feu, et les résidents ne sont autorisés à se déplacer tranquillement que dans leur propre section le soir. L'un des résistants commet un jour l'erreur de filmer le village, et le film est retrouvé par les Allemands lors d'une perquisition à domicile. Le Dorp est alors immédiatement évacué pendant quelques jours, jusqu'à ce qu'on apprenne que le film est endommagé et inutilisable - que ce soit par la négligence des Allemands ou, à l'instigation d'Edouard von Baumhauer, délibérément par un employé néerlandais du laboratoire, est un point non éclairci .

### Découverte
Le 29 octobre 1944, le village est fortuitement découvert par un Néerlandais et un Allemand de la 34e division SS Landstorm Nederland, partis à la chasse et ayant croisé un garçon transportant de l'eau au camp. Ils tirent des coups de semonce et ordonnent aux habitants de sortir. La plupart des réfugiés s'échappent alors. Les SS font venir une centaine d'hommes en renfort depuis l'auberge de jeunesse voisine De Paasheuvel et de l'école de Vierhouten où ils étaient cantonnés.
Huit Juifs, dont John Roelof Meijers âgé de six ans, et le déserteur allemand Peter sont capturés dans les heures qui suivent et le village est détruit. Peter déclare aux hommes du Landstorm qu'il était détenu de force dans le camp mais n'est pas cru. Le père du garçon, Arend Samuel Meijers, tente de s'échapper avec un autre homme, mais revient quand il entend son fils crier. Kaatje Gompes-Schoonhoed, femme âgée de 66 ans et diabétique, meurt dans la nuit du 31 octobre, d'épuisement et du manque d'insuline ; son mari lui est tué avec une grenade à main, et leurs deux corps ont été jetés ensemble dans une fosse. Les autres auraient été abattus le lendemain ; les déclarations ultérieures des hommes du Landstorm sur le cours de ces événements sont contradictoires. Au moins 83 personnes, dont l'épouse et la fille d'Arend Samuel Meijers, ont pu s'échapper et ont de nouveau été cachées par la Résistance ; la plupart d'entre eux ont survécu à l'occupation.
Le soldat allemand Peter est emmené à pied à Harderwijk sous la surveillance d'un garde, mais réussit à lui fausser compagnie en chemin. La Résistance lui fournit de faux papiers et un refuge dans une famille d'Oldebroek. Il s'y trouve une cave de tir secrète où Peter s'installe comme armurier et instructeur de tir pour les groupes de résistants. Il y reste jusqu'à la libération de la ville le 15 avril 1945 ; son nom complet et son sort ultérieur sont inconnus.
Grand-père Bakker, arrêté plus ou moins par hasard dans la rue, est exécuté avec 47 autres résistants le 2 mars 1945 par les Allemands à Varsseveld, dans le cadre d'une opération de représailles. Jusqu'à la fin de la guerre, Edouard von Baumhauer et son épouse Hermen von Baumhauer-Ribbink (1895–1986) continuent à cacher des Juifs dans leur villa, qui comptait sept chambres à coucher avec 25 lits.

## Reconnaissance

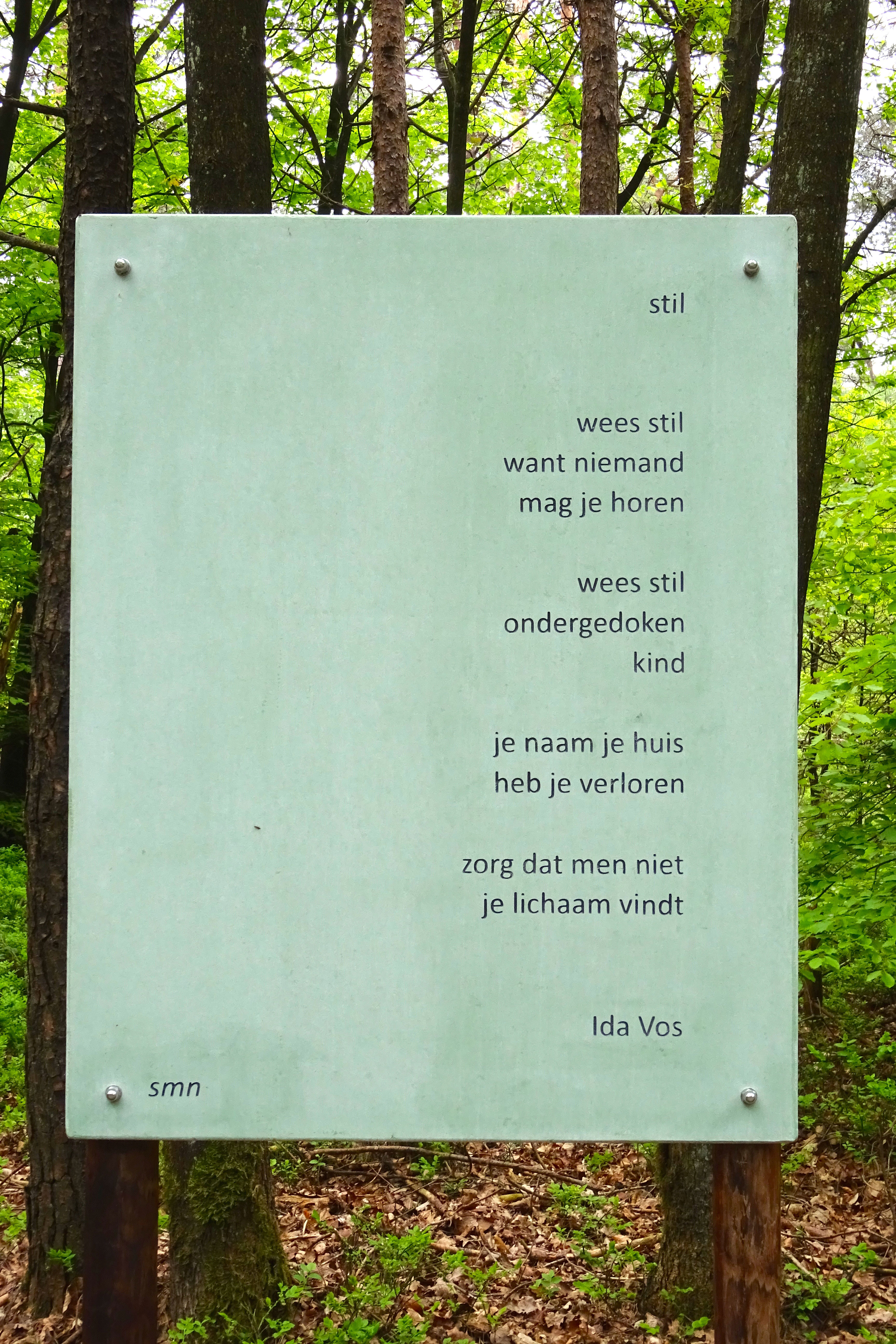
Plaque avec un poème d'Ida Vos (2016).

En 1947, Grand-père Bakker reçoit à titre posthume la Médaille de la Liberté car des soldats américains survivants ont été cachés dans le Verscholen Dorp. Le 16 juin 1964, Yad Vashem déclare le couple Bakker Juste parmi les nations. En 1984, Cor Bakker et la veuve d'Edouard von Baumhauer reçoivent la Verzetsherdenkingskruis (Croix du Souvenir de la Résistance), tout comme leurs époux décédés entre-temps. Hermina et Edouard von Baumhauer sont à leur tour reconnus le 20 juillet 1999 Justes parmi les Nations. D'autres participants au Verscholen Dorp ont également reçu la Verzetsherdenkingskruis. 
À Verscholen Dorp se trouve un mémorial aux personnes tuées : Arnold de Leeuw, Louisa Mathilda de Leeuw-Weijl, Johan de Leeuw, Arend Samuel Meijers, John Roelof Meijers, Hartog Spijer, Max Gompes et Kaatje Gompes-Schoonhoed. Le panneau est placé sur les lieux de leur exécution. À proximité se trouve une plaque avec un poème d'Ida Vos .